# Tomohiko
Tomohiko（ともひこ、年齢非公表）は日本のミュージシャン・音楽プロデューサー・キーボーディスト。東京都大田区出身。香港育ちブラジル仕込み。Baile de Tokyo（バイレ・ジ・東京）のバイレファンキMCであり、ファッションデザイナー。Rei Capoeirap（レイ・カポエイラップ）としてアイドル楽曲プロデューサー兼MC司会、TOMOHICO∞として作詞作曲家ハードスタイルEDM音楽プロデューサー、Samurai DJ Reiとして盆踊りやカポエイラパフォーマー、DJ、浅草おもてなし武将隊としても活動。
Rei Capoeirap名義で2021年10月に和とブラジルの要素を融合させた楽曲『Baile de Tokyo』でブラジル最大手のバイレファンキ専門チャンネルKondZillaコンドジラでMVを公開。その後、同名のファッションアパレルブランド"Baile de Tokyo"をスタート。
2023年12月、浅草初音小路でフュージョン酒場、天才ブラジル TENSAI BRASILがオープン。立ち上げから携わりコンセプトデザイナー兼店長に就任。

## 経歴

### 学生時代
10歳から16歳まで父の赴任先の香港で過ごす。香港日本人学校に通い、小学5年生の時、同級生から教えてもらったTM NETWORKの小室哲哉が作曲する音楽を好きになり、そこから坂本龍一やX JAPAN、クラシック音楽を聴くようになり、スティング、ニルヴァーナ、レニークラビッツ、マイケル・ジャクソンなどの音楽を聴き始める。中学生になり作曲をしたいからと両親に言ってエレクトーンを買ってもらい、上海出身の香港人に習い始める。初めて作曲した楽曲はインストゥルメンタルで衝動的にエレクトーンで演奏・作曲した楽曲でベートベンの月光に影響を受けているという。音楽室のピアノで鍵盤が重い事に衝撃を受けたが休み時間中に皆がカバー曲を弾く中、一人オリジナル曲をよく演奏をしていた。高校受験のため、帰国。慶應義塾高等学校に入学、勉強はせずオールインワンシンセで作曲に没頭した。1年間、近所でピアノも習った。部活は語学が好きだった為、ESS(英会話部)に所属。音楽の授業でコンピュータ作曲の課題で誰よりも本気で取り組んだが、あまり評価されなかった。高校テスト勉強中に深夜映画でブラジル伝統格闘技カポエイラを知り、ブラジルに興味を持ち、東京で出会った在日ブラジル人にカポエイラを習い始める。慶應義塾大学法学部政治学科に進学、2年生からダンスサークルDancing Crew JADEに所属したものの、カポエイラにどっぷり没頭したこと、作詞の仕事を始めた為、カポエイラと音楽をより追求し始めた。第二外国語のフランス語に加えポルトガル語を週一で履修した。Rei はカポエイラのニックネーム（アペリード）で日本語的にはレイだが、ポルトガル語的にはヘイと発音する為、初期のカポエイラ及びブラジル関係者はヘイと呼んでいる。

### フリーター時代
大学卒業後、就職せずシュラスカリア（シュラスコレストラン）でアルバイトしながらDAWソフトCubaseで音楽制作を始めた。ソングライターとして所属していたスカイコーポレーションのオーディションに送られてきたデモテープを聴き女性ボーカルとユニットを組み、レコード会社のスタジオでデモをレコーディングし続けるがデビューには至らなかった。
シュラスカリアでのアルバイト時代、初めてブラジルのリオデジャネイロ州イタグアイーへカポエイラ修行に行き40日間滞在。ブラジルでのカポエイラ修行や現地での日常生活の他、北東部バイーア州サルヴァドールの路上でサンバエスコーラのエンサイオのバトゥカーダに衝撃を受け、また旅全体を通してブラジル人のアミーゴ精神、東京の暮らしで忘れていた人の心の温かさに感銘を受けた。帰国後、シュラスコレストランを辞め六本木ショーパブでダンサーとして半年働きながらナイキやアディダス、ライトオンやソフトバンク携帯電話などの広告テレビCM、テレビ番組、イベントにも出演しカポエイラパフォーマーとして活動していたが、さらなる世界を見るべく海外放浪する為ヨーロッパへ。スイスのジュネーヴを中心にオランダ、イタリア、イギリス、スペイン、ベルギー、ドイツなど旅をして周り、ジュネーヴでは窓の外の山を見ながらEDMやインストゥルメンタルを作曲し寿司屋でアルバイトして働く生活を9ヶ月送った。日本にいる友人を想いながらラップとトラックを初めて作り、楽曲『神風 Vento de deus』を制作。カポエイラとラップを組み合わせたCAPOEIRAPという独自のジャンルを始めようと決意し帰国。

### Rei Capoeirap レイ・カポエイラップ
2008年、あるオーディションでm.c.A・Tの制作したトラックにラップを乗せて歌った『FAVELAファヴェーラ』が評価されレコーディング。音楽制作だけでなく自ら営業をかけたアスミック・エース社が配給したブラジル映画『シティ・オブ・ゴッド』の続編『シティ・オブ・メン』の映像とタイアップしたMVを制作。「当時はポルトガル語を喋れるフリをしていたし、実際にファヴェーラも見たことがないのに歌っていたから自信がなかった」と後に述懐。日本人向けにブラジル渡航査証、旅行手配をする東京の南米旅行会社で働きながら、2012年頃から自身でiMovieでMVを制作し、YouTubeに動画投稿を始める。大好物の宮崎県延岡名物チキン南蛮をテーマにした"チキン南蛮Rap"やブラジルの酒カイピリーニャをテーマに作った"Caipirinha for Your Life!"のMVを制作。西荻窪Barzinho Aparecidaのウィリー・ヲゥーパーの声がけにより、2016年に初めてRei Capoeirapとしてお台場ブラジルカーニバル2016に出演、ライブ活動を開始。インディーズアーティストとしてTuneCoreで楽曲配信を始めたのもこの頃である。更新手続きが遅れた為、現在それらの楽曲の配信は停止されているがMVはYouTube上で視聴可能である。2017年から日本の"ブラジリアンタウン"とも呼ばれる群馬県邑楽郡大泉町で在日ブラジル人コミュニティに向けた活動を開始。大泉町観光協会が主催のイベント『活きな世界のグルメ横丁』でほぼ毎月ライブパフォーマンスを始める。2018年からはイベントの司会を務め、夏の風物詩、大泉まつりのインターナショナルステージにも参加するようになる。同年は日本人ブラジル移民110周年の年、リオデジャネイロではなくサンパウロをちゃんと見たい、と再びブラジルへ渡りリベルダーデの路上やブラジル日本移民資料館などで単独ゲリラ撮影を敢行。夏には代々木公園で行われる在日ブラジル商工会議所の主催するブラジルフェスティバルに初出演。日本人ブラジル移民110周年記念を祝った楽曲"Saúde, Saudade"、これまでの楽曲、新曲を披露。大きなスクリーンにMVが流され在日ブラジル人ダンサーとパフォーマンスした。国際協力機構JICAにも呼ばれ海外移住資料館や長野県の日系人コミュニティでもライブ披露をした。

### Baile de Tokyo バイレ・ジ・東京
2019年には、それまでは敢えて敬遠していたと云うバイレファンキ（ファンキカリオカ）の進化したスタイル、BPM150のFunk Aceleradoの音楽性に可能性を感じ、2020年東京オリンピックに向けて自身のオリジナル・ファンキ楽曲を制作しようと、太鼓、歌舞伎、盆踊りなどの和の要素をBPM150のファンキのビートに乗せ、シンセやピアノなどを組み合わせた日本とブラジルを融合したフュージョンサウンドで新しい音楽制作を始める。日本語に聞こえるポルトガル語、ポルトガル語と日本語を混ぜたユニークな歌詞で歌い上げ、デモ音源『Baile de Tokyo』が完成した。本格的にブラジルでカッコいいMVを撮影したいと思い6000万人以上のチャンネル登録者数を持つファンキ専門チャンネル・KondZilla（コンドジラ）社にメールで直談判し2019年12月に再びブラジルへ。2018年に渡伯した際、ナイトクラブで仲良くなった友人のダニーロに現地での交渉を助けてもらいながら東京からWAVファイルで持ってきた膨大な音楽データをサンパウロ郊外のParque Bristol（パルケ・ブリストウ）に住むDJ Daelに渡しミキシングを依頼、Daelのスタジオでレコーディングし、マスタリングを経て楽曲が完成。この頃のDJ Daelへのインタビュー映像がYouTube上にある。2020年1月にサンパウロの旧市街República（レプーブリカ）のクラブバーで『Baile de Tokyo』のMVがKondZilla撮影チームにより撮影された。撮影にはエキストラにダニーロ、ダニーロの友人達総勢30名、世話になっているカポエイラ団体コハダン・ジ・コンタスの師匠Gran Mestre DÉCIOの息子Ryanを招聘、カポエイラ演舞も撮影、白のグランドピアノも店内に搬入しピアノ演奏の撮影も行った。ドラゴンボールやAKIRAのコスプレをし、日本を代表する料理である寿司やブラジルのストリートフードを代表するパステルなどを映像で見せ、フュージョンする未来の東京をブラジルのサンパウロで撮影したかった、と語っている。コロナ禍で延期された東京オリンピックに合わせ2021年の10月にBaile de TokyoはKondZillaチャンネルで公開された。そして同名のアパレルブランドのECサイト、Baile de Tokyo Clothing Storeをスタートさせた。

### 在日ブラジル人コミュニティへの進出
2021年夏頃からコロナ禍でブラジルへのサウダージを振り払うべくブラジリアンタウンとして有名な群馬県邑楽郡大泉町へ頻繁に通うようになる。大泉町観光協会の中山事務局長の力も借り、俺のブラジリアン（旧名）YouTubeチャンネルを開始。この頃から初めて積極的にポルトガル語を使うようになり、在日ブラジル人との交流が開始された。大泉町の他愛知県、岐阜県の在日ブラジル人との交流も始まり、彼らのYouTubeライブ、ポッドキャストにも呼ばれるようになる。神奈川県や大田区のサンバブロコチームと日本人ブラジル移民113周年を祝うイベントではブラジルへの中継もされた。2022年1月には再び渡伯、新たにMVをKondZillaと2作品、リオデジャネイロのファヴェーラ、Cantagalo-Pavão-PavãozinhoのDJ Darth率いるTOS RecordsのMCとのコラボ楽曲と1作品を撮影した。6月には大泉町観光PR映像『Oi!Zum Zum OIZUMI -世界がぎゅ～っとおおいずみ- (feat. CoCoRo学園, ゆーち & 大泉町観光協会)』を発表。そして7月にはブラジル最大の日本祭、サンパウロのFestival do Japãoにも出演。フロントアクトを務め現地のテレビ局にインタビューされ、ポッドキャストにも出演した。ブラジルの友人からの勧めでアーティスト名をRei Capoeirap改めTOMOHIKO名義でKondZillaチャンネルから二作目の『Bum Bum Bom Bom (feat.DJ Darth)』を8月に発表、大泉町まつりや9月に静岡県浜松市で開催されたブラジリアンデイ浜松、11月にイレギュラーに開催された東京・代々木公園でのブラジルフェスティバルでも披露された。その後も在日ブラジル人からのインタビューや交流を深めたことでポルトガル語にはかなり慣れたようだがまだまだだ、と語っている。サンパウロの日本祭やコロニア地区で現地の日系人たちが日本の伝統やルーツを守るために一生懸命学び練習に励んでいるそのパフォーマンスに感銘を受け、2023年からは創作日本舞踊家の孝藤右近の誘いで浅草右近屋の一員として着付けや舞踊の基礎を学び、本格的にインバウンド観光客向けの和文化体験（着物レンタルや侍トレーニング）の通訳兼アシスタント、花魁道中や侍ショーのパフォーマーとして浅草で活動を開始。同年のブラジリアンデイ浜松ではTomohiko (Baile de Tokyo)として再びパフォーマンスを行い、その後もブラジル本国のSbtニュースや多くの在日ブラジルメディアからインタビューを受けた。なお群馬県邑楽郡大泉町でのイベント司会者としては現在もRei Capoeirapを名乗っている。 

### Tankobushi Funk 炭坑節ファンキ
盆踊り、とりわけ炭坑節への想いが熱く、作者不詳の福岡民謡であるこの曲を18歳の頃からリミックスしたいと構想していた。初めて炭坑節の発祥の地を訪れたのは2017年である。福岡県田川市で11月に開催されるTAGAWAコールマインフェスティバル～炭坑節まつり～と石炭記念公園に感動を覚え、翌年2018年の同イベントでは北九州市小倉のショーパブでスカウトしたダンサーを従えINFINITY HARDSTYLEとして『TANKO BUSHI HARDSTYLE 炭坑節ハードスタイル』を田川市の観衆に披露した。その模様を含め、田川市で自主制作したMVがYouTubeに公開されている。この楽曲は2022年に浅草公園六区でのハロウィンイベントでの浅草右近屋の演目や浅草夜祭でブラスバンド女性グループのMOSにより演奏されるようになった。
2019年12月、ブラジルへ行く数日前に参加した国際協力機構の当時のブラジル担当者による飲み会で創作日本舞踊家の孝藤右近と意気投合し、帰国後コロナ禍でブラジルのバイレファンキのスタイルの一つ"ブレーガファンキ"と盆踊りを融合させた「Tankobushi Funk 炭坑節ファンキ」を制作。楽曲MVは東京都の『アートにエールを!東京プロジェクト』に映像作品『Virtual Bon Dance -Muito盆-』として提出された。その後、Rei Capoeirap feat.右近屋としてリリースしている。この時に「ミキシングとマスタリングを担当してくれたカズキくんからかなりミキシングのコツを教えてもらった、彼の教えが無ければ一生気づかなかったことが沢山ある」と語り、コロナ禍でのアート企画で大きな学びを得たことに感謝している。